# 脇神
脇神（わきがみ）は、秋田県北秋田市鷹巣地域にある大字。郵便番号は018-3454。

## 地理
北秋田市の北部中央に位置する。鷹巣の南側・米代川左岸・大野台の北側にあたる。
北端を東西に米代川が、中央を南北に小猿部川が流れる。東を南北に国道105号が通り、鷹巣中央公園がある。西を南北に秋田内陸線が通り縄文小ヶ田駅周辺に、伊勢堂岱遺跡がある。中央を東西に秋田道が通り、鷹巣ICと大館能代空港ICがあり、南端に大館能代空港が設置されている。
北は鷹巣、東は栄、南は小森・中屋敷、西は坊沢・上杉字金沢・米内沢と隣接する。

### 河川
- 米代川
- 小猿部川
- 小森川
- 湯車川

### 小字
- アカガワタイ 赤川岱
- アカホリ 赤堀
- イシノマキタイ 石ノ巻岱
- イズミヤシキ 泉屋敷
- ウワノ 上野
- オオサゲナイ 大提内
- オオタジリ 太田尻
- オオノ 大野
- オガタカコイノウチ 小ケ田囲ノ内
- オガタナカタ 小ケ田中田
- オクオガタ 奥小ケ田
- カミオオタオモテ 上太田表
- カミカネホリ 上金堀
- カラムシタイ からむし岱
- カワグチシタタイ 川口下岱
- カワグチシモアクド 川口下悪戸
- カワグチツカノタイ 川口塚ノ岱
- カワドヌマウチアクド 川戸沼内悪戸
- コサゲナイ 小提内
- コメノタイ 米ノ岱
- サイカチタイミチウエ 槐岱道上
- サイカチタイミチシタ 槐岱道下
- サスケタイ 佐助岱
- シモオオタオモテ 下太田表
- シモカネホリ 下金堀
- シモカワラ 下川原
- シラスナザカ 白砂坂
- タカムラタイ 高村岱
- タカモリウワタイ 高森上岱
- タカモリシタタイ 高森下岱
- タカモリタイ 高森岱
- タカモリツカノタイ 高森塚ノ岱
- タタラノサワ タタラノ沢
- タテシタ 館下
- タテノ 館野
- チギリ 地切
- ツカノタイ 塚ノ岱
- テラシタ 寺下
- ドウガタイ 堂ケ岱
- ドウガタイヤシキマワリ 堂ケ岱屋敷廻
- ナカカネホリ 中金堀
- ナカジマコマカワゾエ 中嶋駒川添
- ニシジンバタイ 西陣場岱
- ヒガシジンバタイ 東陣場岱
- ヒラサキ 平崎
- ヒラサキカミタイ 平崎上岱
- ヒラサキカワトヌマ 平崎川戸沼
- フジカブウワタイ 藤株上岱
- フジカブカコイノウチ 藤株囲ノ内
- フジカブシタタイ 藤株下岱
- フジカブマエダ 藤株前田
- フルカワゾエ 古川添
- ブシザワ 武士沢
- ホウセンボウザワ 法泉坊沢
- マエヤチ 前谷地
- ミツヤタイ 三ツ屋岱
- ミナミジンバタイ 南陣場岱
- ムカイマエダ 向前田
- ユグルマイエシタ 湯車家下
- ユグルマコメノサワ 湯車米ノ沢
- ワキガミカコイノウチ 脇神囲ノ内

## 歴史

### 沿革
- 1875年（明治8年）9月26日 - 脇神学校創立
- 1889年（明治22年）4月1日 - 町村制の施行により、中屋敷村・脇神村・小森村の区域をもって沢口村発足
- 1952年（昭和27年）6月20日 - 鷹巣中央公園が観光秋田三十景に入選
- 1955年（昭和30年）4月1日 - 鷹巣町・栄村・坊沢村・七座村と合併し、新鷹巣町が誕生。同日沢口村廃止
- 1998年（平成10年）7月1日 - 大館能代空港が開港
- 2001年（平成13年）1月29日 - 伊勢堂岱遺跡が国の史跡に指定される
- 2020年（令和2年）3月31日 - 鷹巣南中学校閉校。
- 2021年（令和3年）4月1日 - 鷹巣中央小学校と鷹巣南小学校が統合して北秋田市立清鷹小学校創立

## 世帯数と人口
2020年（令和2年）10月1日現在の世帯数と人口は以下の通りである。
| 大字 | 世帯数  | 人口    | 人口     | 人口     |
| 大字 | 世帯数  | 男      | 女       | 計       |
| ---- | ------- | ------- | -------- | -------- |
| 脇神 | 796世帯 | 1,028人 | 1,215 人 | 2,243 人 |

### 世帯数と人口の変遷
国勢調査による世帯数と人口の推移。
| 1995年（平成07年） | 777世帯 |  |  | 2536人  |  |  |
| 2000年（平成12年） | 750世帯 |  |  | 2,497人 |  |  |
| 2005年（平成17年） | 788世帯 |  |  | 2,478人 |  |  |
| 2010年（平成22年） | 823世帯 |  |  | 2,491人 |  |  |
| 2015年（平成27年） | 802世帯 |  |  | 2,381人 |  |  |
| 2020年（令和02年） | 796世帯 |  |  | 2,243人 |  |  |

## 小・中学校の学区
市立小・中学校に通う場合、学区は以下の通りとなる。
| 小字 | 小学校               | 中学校               |
| ---- | -------------------- | -------------------- |
| 全域 | 北秋田市立清鷹小学校 | 北秋田市立鷹巣中学校 |

## 交通

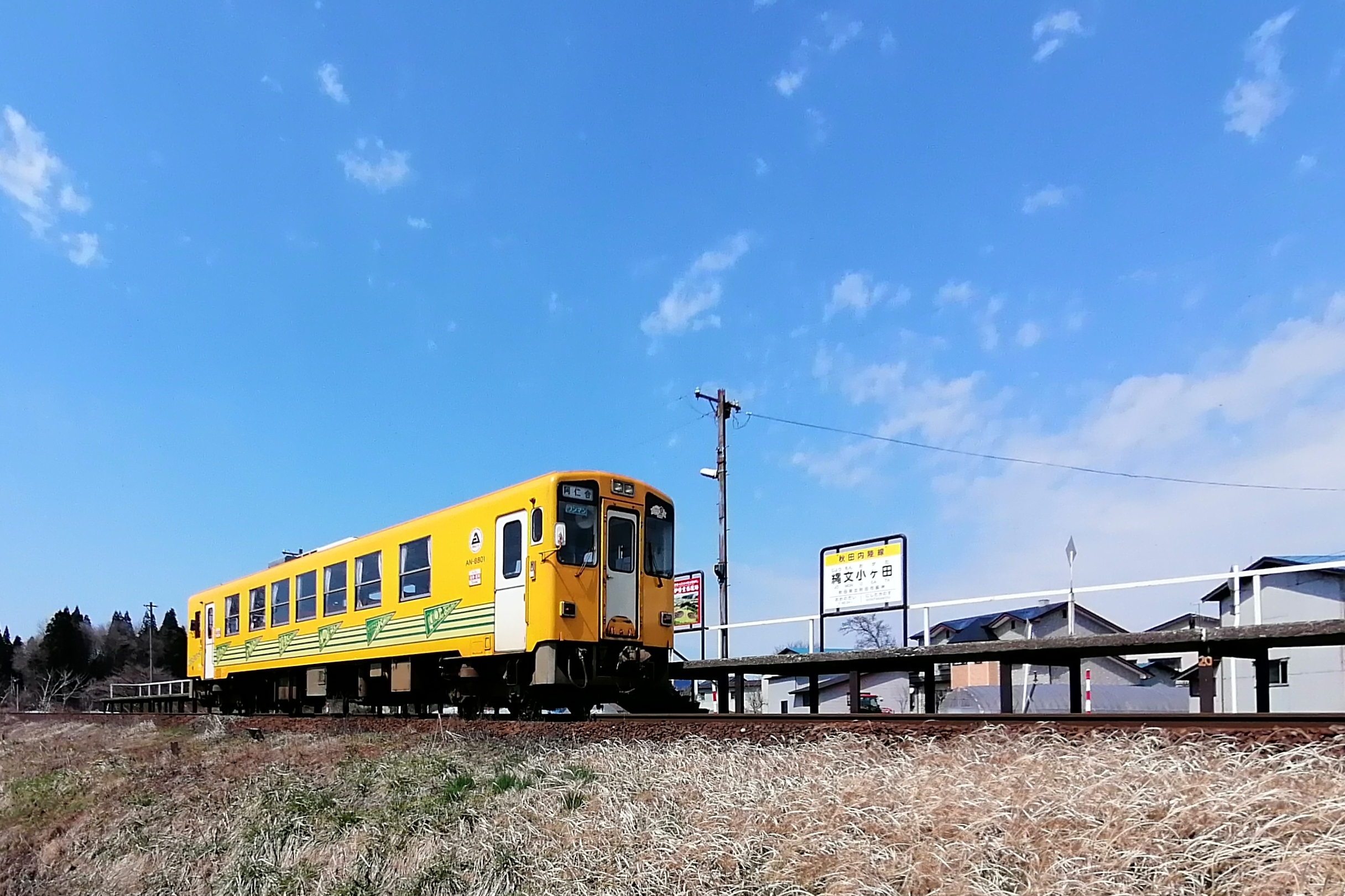
縄文小ヶ田駅

### 鉄道
- 秋田内陸縦貫鉄道秋田内陸線・縄文小ヶ田駅

### 道路

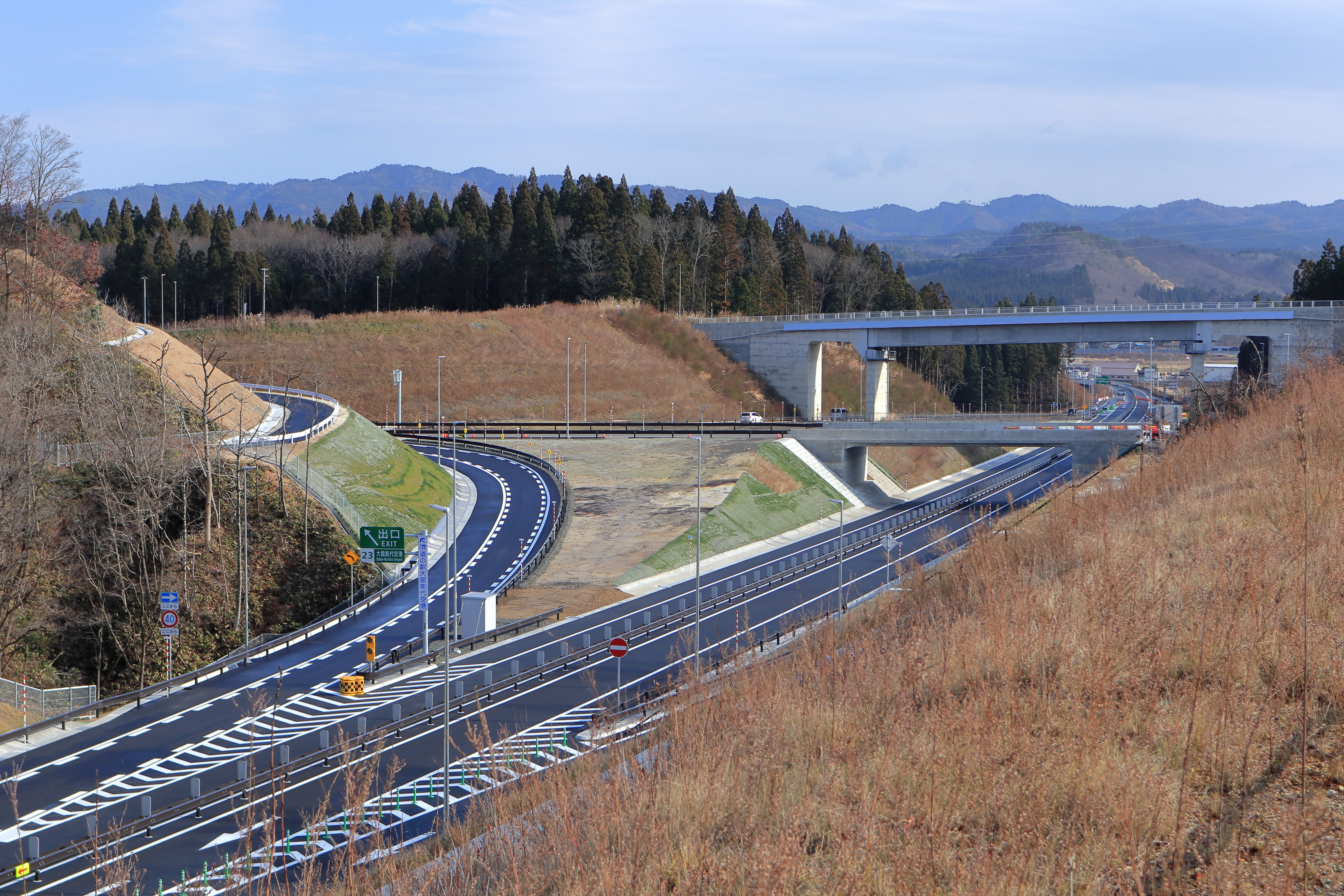
大館能代空港インターチェンジ

- E7 秋田自動車道
  - 鷹巣インターチェンジ
  - 大館能代空港インターチェンジ
- 国道105号
- 主要地方道 秋田県道24号鷹巣川井堂川線
- 秋田県道197号木戸石鷹巣線
- 秋田県道324号大館能代空港東線
- 秋田県道325号大館能代空港西線

### バス
当地域を秋北バス・大館能代空港リムジンバス・市街地循環バスが運行する。

## 施設
- 伊勢堂岱温泉 縄文の湯
- 鷹巣浄水場
- 鷹巣中央公園 - 野球場・テニスコート
- 県北報公会 南鷹巣保育園
- 秋田県北部家畜保健衛生所
- 秋田県農業共済組合 県北家畜診療所

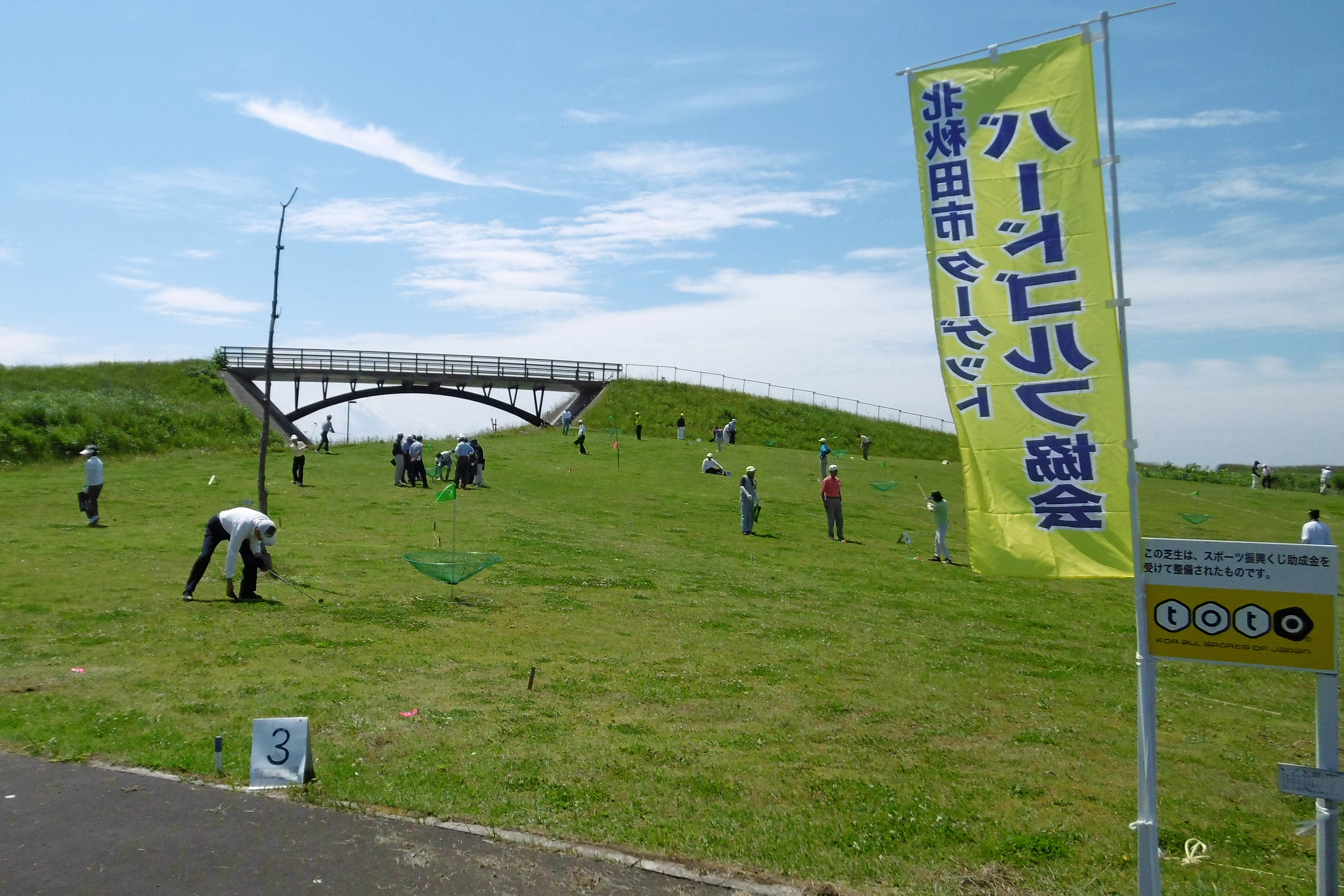
大館能代空港周辺ふれあい緑地

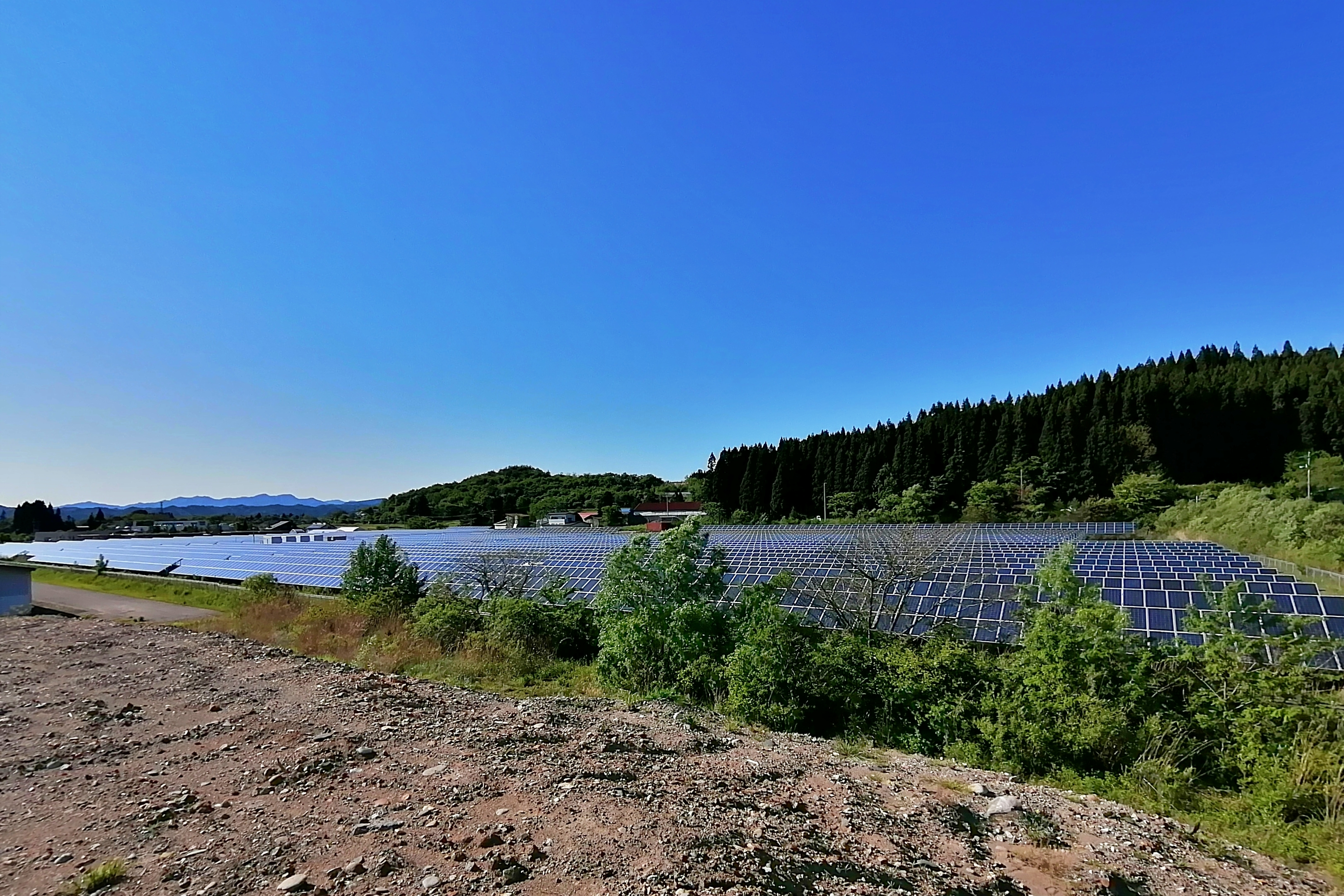
メガソーラー発電所

- 米代東部森林管理署 - 鷹巣・七日市合同森林事務所
- 北秋田市立清鷹小学校
- 鷹巣石ノ巻岱墓園
- メガソーラー発電所
  - SGET秋田メガソーラー
  - 燦（サン）ソーラー
- 沢口簡易郵便局
- 虹の街
- ケアタウンたかのす
- 北秋田警察署鷹巣南駐在所
- 大館能代空港
- 道の駅大館能代空港
- 大館能代空港周辺ふれあい緑地
- アメダス 脇神観測所
- 伊勢堂岱縄文館
- 大館北秋田森林組合

## 史跡
- 伊勢堂岱遺跡 - 国指定史跡

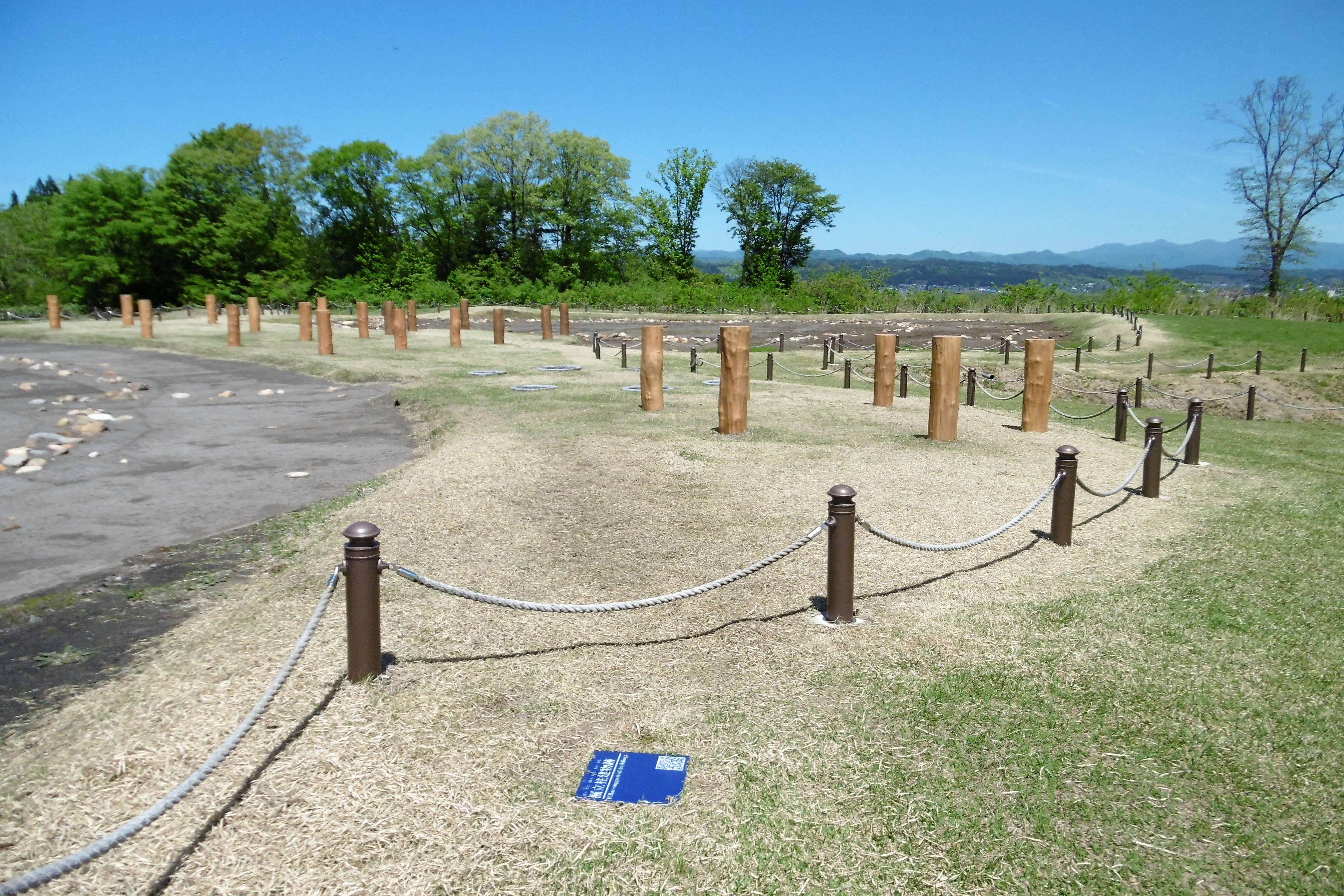
伊勢堂岱遺跡
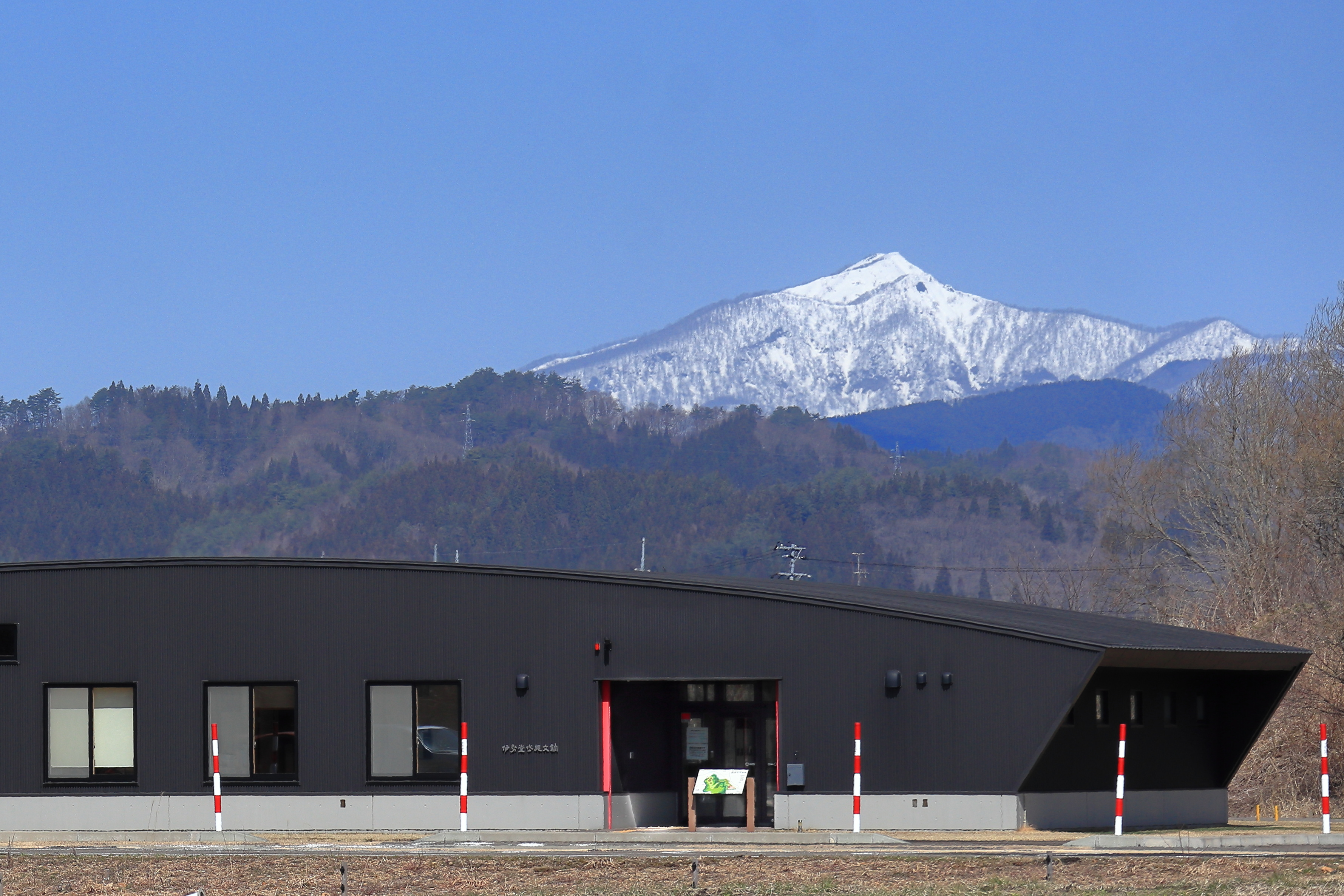
ガイダンス施設 縄文館